# William Sheldrick Conover

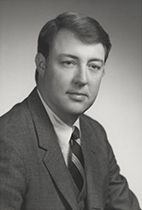
William Sheldrick Conover

William Sheldrick Conover (* 27. August 1928 in Richmond, Virginia; † 7. Oktober 2022 in Pittsburgh, Pennsylvania) war ein US-amerikanischer Politiker. In den Jahren 1972 und 1973 vertrat er den Bundesstaat Pennsylvania im US-Repräsentantenhaus.

## Werdegang
William Conover besuchte bis 1946 die Lake Forest High School in Illinois. Danach studierte er bis 1950 an der Northwestern University in Evanston. Zwischen 1952 und 1954 diente er in der US Navy. Dann schlug er als Mitglied der Republikanischen Partei eine politische Laufbahn ein. In den Jahren 1959 und 1960 stand er deren Jugendorganisation in Mount Lebanon (Pennsylvania) vor; von 1965 bis 1966 leitete er den Republican Club in der Ortschaft Upper St. Clair. Hauptberuflich arbeitete er in der Versicherungsbranche. Er wurde Präsident seiner Firma Conover & Associates, Inc.
Nach dem Tod des Abgeordneten James G. Fulton wurde Conover bei der fälligen Nachwahl für den 27. Sitz von Pennsylvania als dessen Nachfolger in das US-Repräsentantenhaus in Washington, D.C. gewählt, wo er am 25. April 1972 sein neues Mandat antrat. Da er bei den regulären Wahlen dieses Jahres von seiner Partei nicht zur Wiederwahl nominiert wurde, konnte er bis zum 3. Januar 1973 nur die laufende Legislaturperiode im Kongress beenden.
Nach dem Ende seiner Zeit im US-Repräsentantenhaus nahm William Conover seine früheren Tätigkeiten wieder auf. Politisch ist er nicht mehr in Erscheinung getreten. Seinen Lebensabend verbrachte er in Pittsburgh.